# Russ Fulcher
Russell Mark Fulcher, dit Russ Fulcher, né le 9 mars 1962 à Boise (Idaho), est un homme politique américain, membre du Parti républicain et élu du premier district congressionnel de l'Idaho à la Chambre des représentants des États-Unis depuis 2019.

## Biographie
Russ Fulcher est cadre chez Micron Technology avant de devenir agent immobilier.
En 2004, il est nommé au Sénat de l'Idaho. Représentant la région de Meridian, il est réélu à quatre reprises et prend la tête du groupe républicain majoritaire. Il quitte le Sénat en 2014 pour se présenter face au gouverneur Butch Otter, qu'il considère insuffisamment conservateur. Il est défait par Otter lors de la primaire républicaine mais rassemble près de 44 % des suffrages face au gouverneur sortant.
Lors des élections de 2018, Fulcher envisage une nouvelle candidature au poste de gouverneur avant de concourir pour le siège du républicain Raúl Labrador à la Chambre des représentants des États-Unis, Labrador étant lui-même candidat pour devenir gouverneur. Il remporte la primaire républicaine avec environ 43 % des voix, devançant largement son plus proche concurrent l'ancien lieutenant-gouverneur Dave Leroy à 17 %. Il devient alors le favori dans le 1er district de l'Idaho, une circonscription conservatrice. Le 6 novembre 2018, il est élu représentant des États-Unis avec 63 % des suffrages, devant la démocrate Cristina McNeil.